# 코캄
코캄(구자라트어: કોકમ, 학명: Garcinia indica 가르키니아 인디카[*])은 망고스틴속의 나무이다.

## 분포
인도가 원산지이다. 남인도(고아주, 마하라슈트라주, 카르나타카주, 케랄라주, 타밀나두주)에 분포한다.

## 이용
열매를 설탕에 절여 청을 만든 다음, 물에 타 음료로 마시기도 한다.
햇볕에 말린 껍질은 독특한 맛과 검붉은 색을 내는데, 남인도에서 커리 등에 신맛을 내는 조미료로 쓰인다.

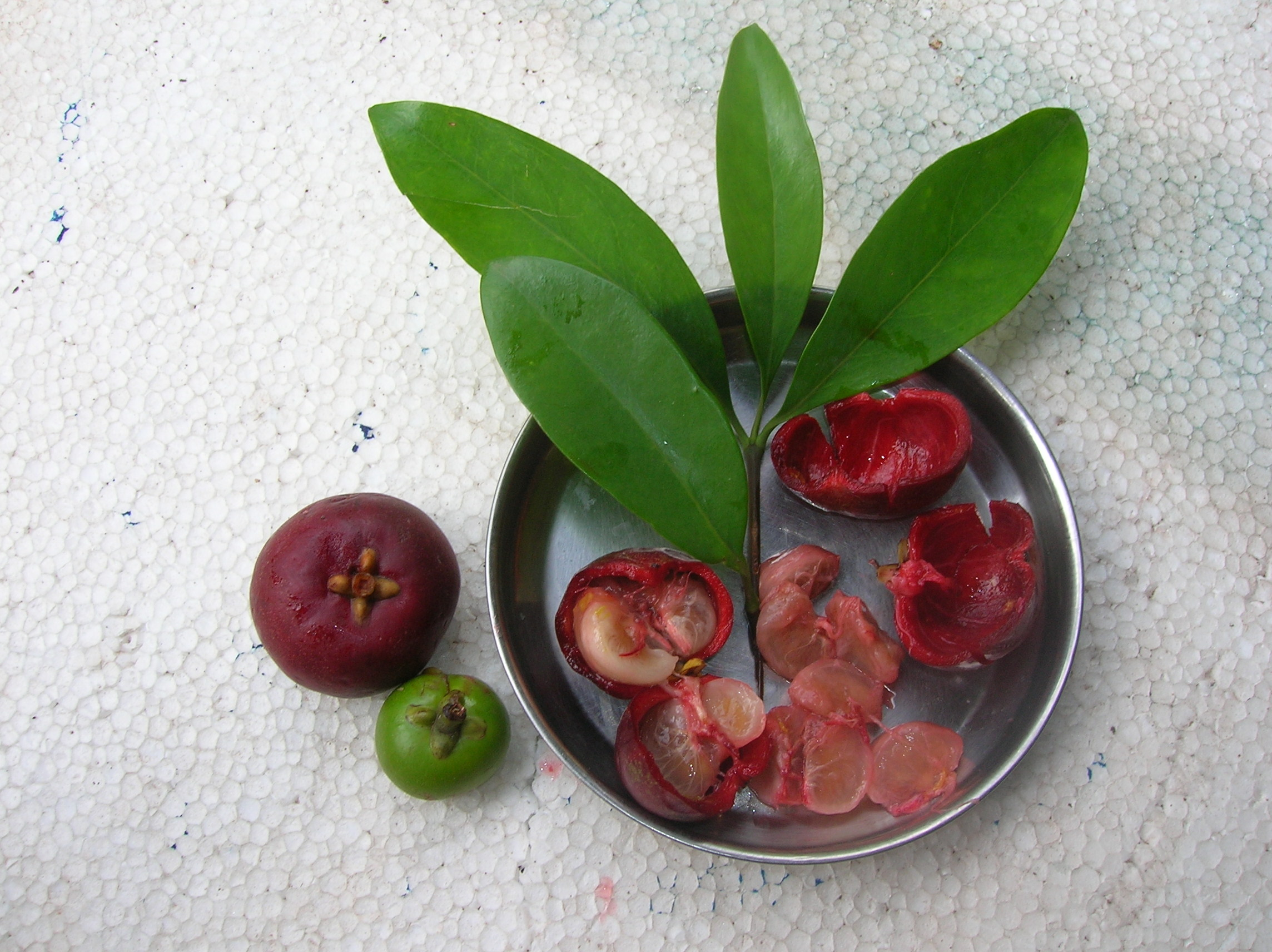
열매, 씨, 껍질
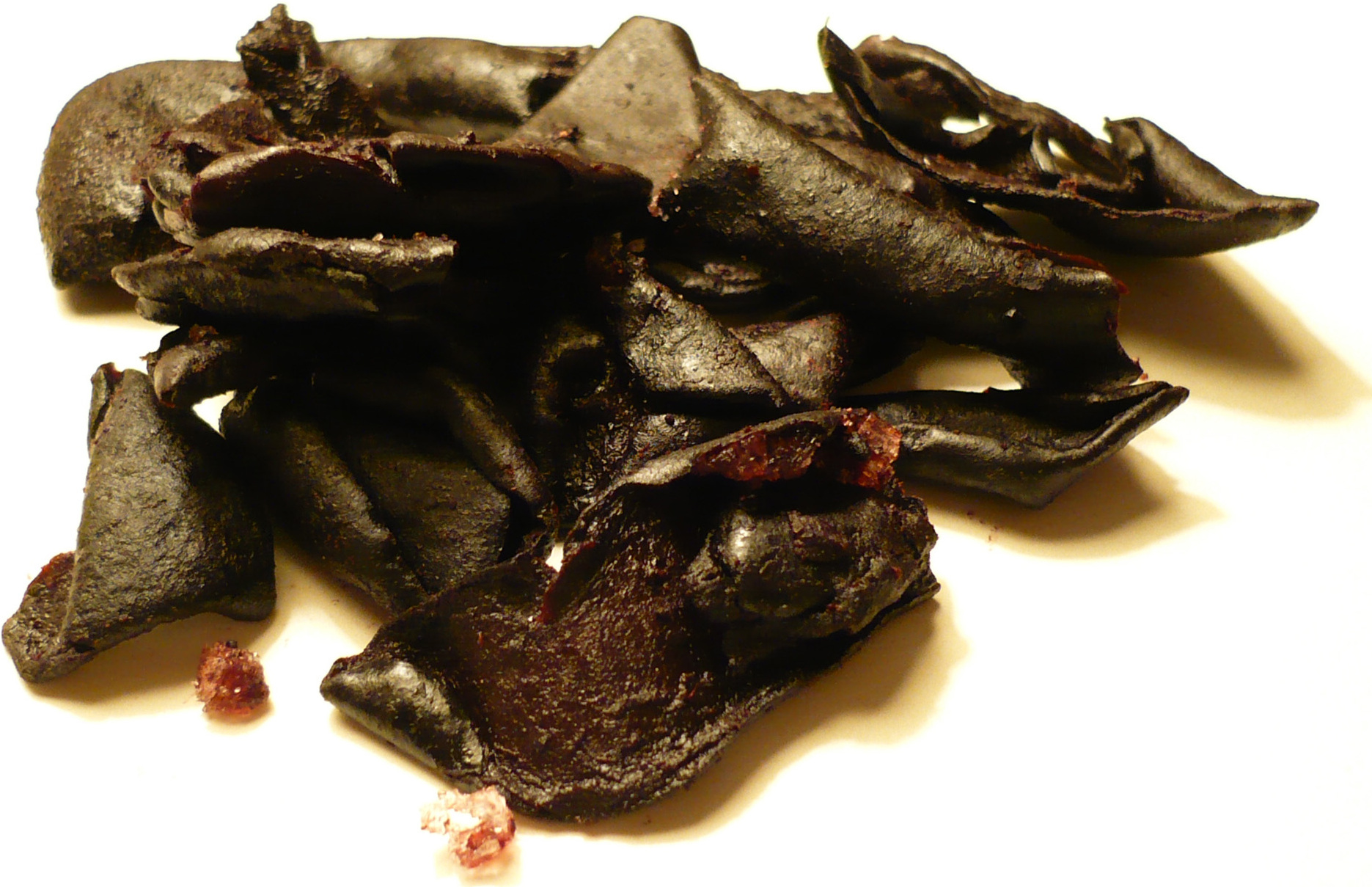
말린 껍질
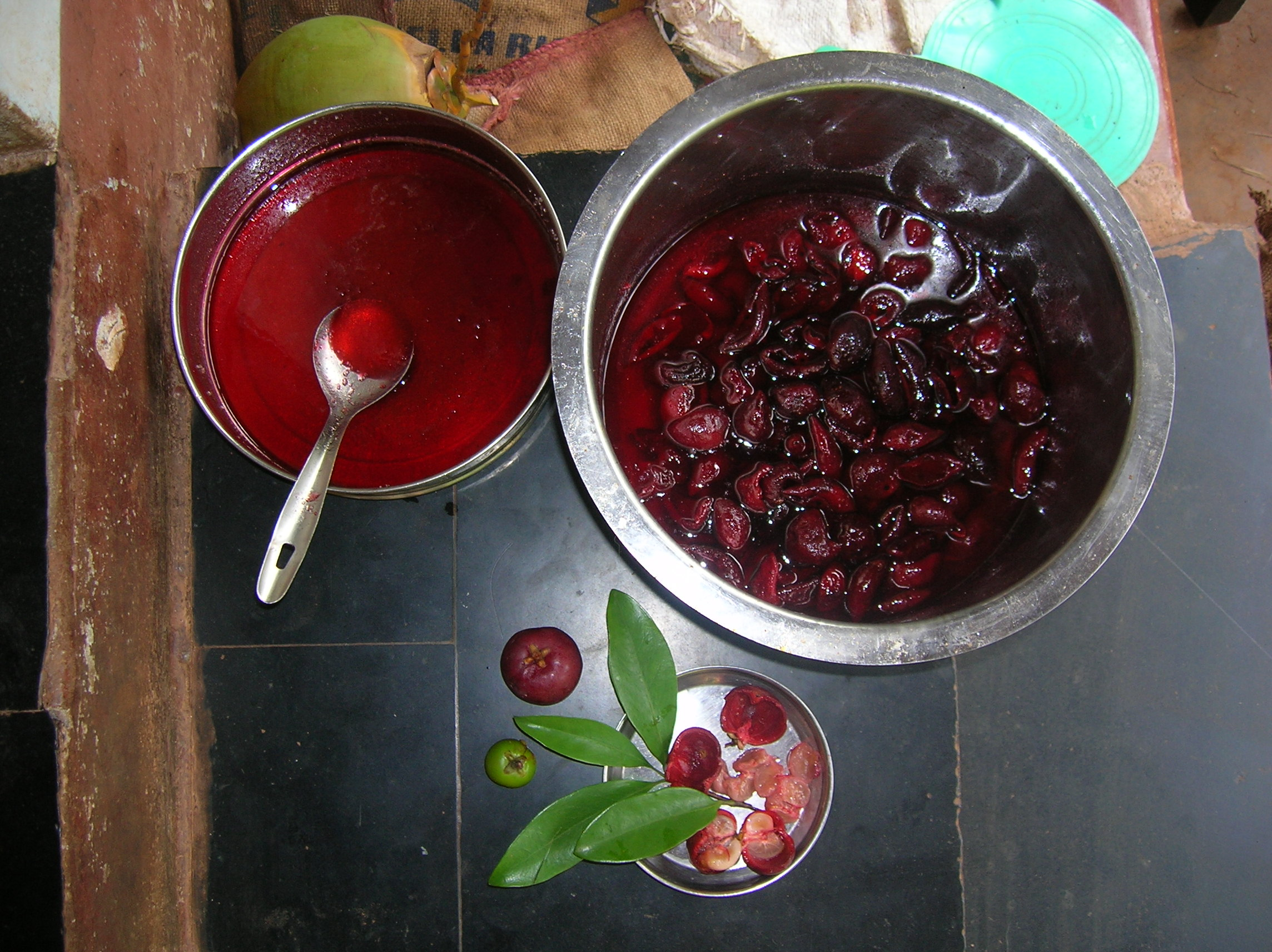
코캄 청